# Sacrifice (Black Widow)
Sacrifice è il primo album del gruppo musicale Black Widow, pubblicato nel 1970.

## Il disco
L'album, che esce per la CBS, è un miscuglio di hard rock progressivo e musica folk. È stato anche di ispirazione per alcuni gruppi, tra cui i Death SS, che hanno reinterpretato In Ancient Days e Come to the Sabbath, presenti entrambe nel loro EP Vampire, in segno di omaggio all'opera dei Black Widow.

## Tracce
1. In Ancient Days (Jim Gannon) - 7:40
2. Way to Power (Jim Gannon) - 3:58
3. Come to the Sabbat (Jim Gannon/Clive Jones) - 4:56
4. Conjuration (Jim Gannon) - 5:45
5. Seduction (Jim Gannon) - 5:38
6. Attack of the Demon (Jim Gannon) - 5:37
7. Sacrifice (Jim Gannon) - 11:10

## Formazione
- Kip Trevor - voce
- Jim Gannon - chitarra elettrica e spagnola
- Bob Bond - basso
- Clive Box - batteria e percussioni
- Zoot Taylor - organo e pianoforte
- Clive Jones - flauto, sax e clarinetto